# 昂巴扎克
昂巴扎克（法語：Ambazac，法語發音：[ɑ̃bazak]）是法国新阿基坦大区上维埃纳省的一个市镇，属于利摩日区。

## 地理
昂巴扎克（45°57'28"N, 1°24'0"E）面积57.83 平方千米，位于法国新阿基坦大区上维埃纳省，该省份为法国中西部省份，北起顺时针与安德尔省、克勒兹省、科雷兹省、多爾多涅省、夏朗德省和维埃纳省接壤。
与昂巴扎克接壤的市镇（或旧市镇、城区）包括：博纳克拉科特、里亚克朗孔、圣洛朗莱塞格利斯、圣莱热拉蒙塔涅、圣马丹泰雷叙、圣普列斯特托里永、圣西尔韦斯特。

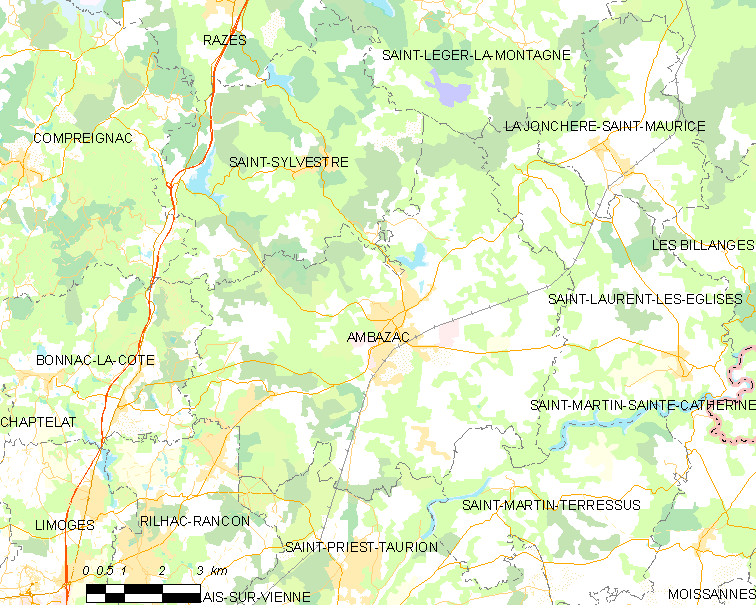
昂巴扎克的OSM定位图

昂巴扎克的时区为UTC+01:00、UTC+02:00（夏令时）。

## 行政
昂巴扎克的邮政编码为87240，INSEE市镇编码为87002。

## 政治
昂巴扎克所属的省级选区为昂巴扎克县。

## 人口

1962-2008年间昂巴扎克人口变化图示

昂巴扎克于2022年1月1日时的人口数量为5565人。